# Sulfati
Sulfati su minerali koji sadrže anion (SO4)2-. Nastaju u oksidacijskoj sredini, pri relativno niskim temperaturama, gdje nastaje kompleksni anion (SO4)2-. Taj je anion velik i stabilnost kristalne rešetke moguće je postići njegovim spajanjem s dvovalentnim kationima, od kojih su najpogodniji Mg, Ca, Sr i Ba, te Pb i Cu.
Sulfati koji sadrže manje katione primaju u kristalnu rešetku molekule vode, a vode ima više što je ionski radijus kationa manji. Sulfati koji sadrže veću količinu vode imaju manju gustoću i tvrdoću. 
Obično nastaju u evaporitnim uvjetima u kojima slana voda postupno isparava stvarajući sulfate i halide. Sulfati se javljaju i na hidrotermalnim izvorima. 

### Poznati minerali
- Anhridit
- Celestin
- Barit (težac)
- Anglezit
- Gips (sadra)
- Halkantit (modra galica)
- Melanterit
- Polihalit
- Epsomit (gorka sol)